# ناثان دين
ناثان دين (بالإنجليزية: Nathan Dean)‏ هو سياسي أمريكي، ولد في 9 مايو 1934 في الولايات المتحدة، وتوفي في 8 يونيو 2013. حزبياً، نشط في الحزب الديمقراطي. وقد انتخب عضو مجلس نواب جورجيا.